# لياندرو كارفاليو
لياندرو كارفاليو (30 سبتمبر 1983 في البرازيل - ) هو لاعب كرة قدم برازيلي في مركز الوسط. لعب مع أتلتيكو غويانيينسي وبوتافوغو ريغاتاس ونادي جوينفيل ونادي ساو كايتانو ونادي غواراني ونادي فيغورينسي وإيتومبيارا سبورت ‏ ونادي بوتافوغو اس بي وSertãozinho Futebol Clube ‏.

## وصلات خارجية
- لياندرو كارفاليو على موقع قاعدة بيانات كرة القدم.إي يو (الإنجليزية)